# میوهیمه
میوهیمه ((به ژاپنی: 美代姫 Miyohime); تولد ۱۵۵۳ - مرگ ۱۶۱۵ – سیاستمدار حاکم قلعه و اونا بوگیشا در دوره سنگوکو اهل ژاپن بود.